# 沃沃尼島
沃沃尼島是印度尼西亞東南蘇拉威西省的島嶼，位於蘇拉威西島東南面的班達海，南面有布頓島，島嶼面積715平方公里，擁有來自海洋和森林的天然資源。行政上归属科纳韦群岛县。